# Stunna 4 Vegas
Stunna 4 Vegas, pseudonimo di Khalik Antonio Caldwell (Salisbury, 1º gennaio 1995), è un rapper statunitense. È noto soprattutto per i suoi singoli Animal, con DaBaby, e Up the Smoke con Offset.

## Carriera

### Inizi,Animale firma per DaBaby
Nel settembre 2018, Caldwell pubblica la traccia Animal, che vedeva la collaborazione del rapper della Carolina del Nord DaBaby. La traccia ha avuto successo grazie alla popolarità di DaBaby, che ha pubblicato il brano sul suo canale. Poco dopo, Caldwell ha firmato un contratto con l'etichetta discografica di DaBaby Billion Dollar Baby ed è apparso nella sua traccia 4X dal suo mixtape di novembre 2018 Blank Blank .

### 2019: ulteriore successo e album di debutto
Caldwell è apparso nel brano Joggers di DaBaby, contenuta nel suo album di debutto Baby on Baby del 2019.
Nel maggio 2019, Caldwell ha firmato con la Interscope Records. Ha quindi pubblicato il suo album di debutto sotto l'etichetta, BIG 4X, il 10 maggio 2019. L'album conteneva collaborazioni di DaBaby, Offset, NLE Choppa, Young Nudy e Lil Durk. L'album ha raggiunto la cinquantesima posizione nella Billboard 200 e ha ricevuto recensioni positive.
Nei mesi successivi pubblicò singoli come Tomorrow con Moneybagg Yo, Flintstones con BannUpPrince, Boat 4 Vegas con Lil Yachty, Up The Smoke con Offset e Long. Ha rivelato il titolo dell'album durante un'intervista con il sito web musicale Groovy Tracks. Nel settembre 2019, è apparso nella traccia Really dal secondo album in studio di DaBaby Kirk. Il brano ha debuttato alla sessantatreesima posizione nella Billboard Hot 100, diventando così il primo brano di Caldwell nella Hot 100.

### 2020:Rich Youngin
Il 17 gennaio 2020, Caldwell ha pubblicato il suo secondo album in studio, Rich Youngin.  Comprende featuring di DaBaby, Lil Baby, Blac Youngsta e Offset. Ha raggiunto la ventinovesima posizione della Billboard 200. L'album ha ricevuto buone recensioni dalla critica.
Nel febbraio 2020, Caldwell ha guadagnato il suo primo singolo entrato in classifica come artista principale e il suo secondo singolo in classifica generale, Go Stupid, con Polo G, NLE Choppa e Mike WiLL Made-It che ha debuttato e raggiunto il numero 60 nella Billboard Hot 100.  Il 27 luglio 2020, Stunna 4 Vegas ha rilasciato una collaborazione con DaBaby dal titolo No Dribble.  Più tardi, nel novembre 2020, Caldwell ha pubblicato il suo terzo album in studio, Welcome to 4 Vegas, che includeva i featuring di DaBaby, Murda Beatz, Toosii e Ola Runt e non entrato in classifica.

## Discografia

### Album in studio
- 2019 – Big 4X
- 2020 – Rich Youngin
- 2020 – Welcome to 4 Vegas

### Mixtape
- 2017 – Boot Up
- 2017 – Stunna Season
- 2017 – Young Nigga Shit
- 2018 – 4 Way Or No Way
- 2018 – Stunna Season 2

### EP
- 2018 – B4 Stunna Season 2
- 2019 – Slime Talk 2 (con Fat Dave)

### Singoli
- 2018 – Animal (feat. DaBaby)
- 2019 – Hell Yea
- 2019 – Billion Dollar Baby Freestyle (feat. DaBaby)
- 2019 – Rap Game Lebron
- 2019 – Goner (con Blacc Zacc)
- 2019 – Ashley (feat. DaBaby)
- 2019 – Mr. 1 Take Freestyle (con Chophouze)
- 2019 – Boat 4 Vegas (con Lil Yachty)
- 2019 – Up the Smoke (feat. Offset)
- 2020 – Do Dat (feat. DaBaby e Lil Baby)
- 2020 – Change My Life (con Blac Youngsta)
- 2020 – Go Stupid (con Polo G e NLE Choppa feat. Mike WiLL Made-It)
- 2020 – Freestyle
- 2020 – No Dribble (con DaBaby)
- 2020 – Gun Smoke
- 2020 – 4Risk